# Ustawa stemplowa
Ustawa stemplowa (ang. Stamp Act), albo ustawa o znaczkach skarbowych, które były wydawane w Anglii jako potwierdzenie wniesienia opłaty. W latach 1765–1766 uchwalona przez parlament brytyjski ustawa nakładała podatki na działalność prowadzoną w 13 koloniach brytyjskich w Ameryce. Ustawa uchwalona 22 marca 1765 r. weszła w życie 1 listopada tego samego roku.
Ustawa wywołała ogromny sprzeciw w koloniach. Nigdy nie była skutecznie egzekwowana i została ostatecznie zniesiona 18 marca 1766 r. Zwiększyła amerykańskie obawy co do intencji Parlamentu i przyczyniła się do rozwoju ruchu separatystycznego, co w końcu doprowadziło do rewolucji amerykańskiej.

## Tło wydarzeń
Kończący wojnę siedmioletnią pokój paryski (1763) dał Wielkiej Brytanii kontrolę nad Kanadą i całym wschodnim wybrzeżem Ameryki. Była to jednak już czwarta wojna między potęgami europejskimi w przeciągu siedemdziesięciu lat, i mimo że zakończyła się dla Wielkiej Brytanii korzystnie, zostawiła jej rządowi dług wynoszący 136 mln funtów brytyjskich. Obrona zdobytego od Francji, tak niezbędnego dla handlu futrem niezasiedlonego pogranicza wymagała od Wielkiej Brytanii utrzymania stacjonującej tam armii – teza ta została poparta po rebelii indiańskiej, która wybuchła pod przywództwem indiańskiego wodza Pontiaca. Dziesięć regimentów (około 6 tys. żołnierzy) miało więc na stałe stacjonować w Ameryce Północnej, a ich utrzymanie – stanowić ciągły wydatek dla państwa.
Podatki stemplowe (od pieczęci) były przez pewną liczbę lat stosowane i w Anglii, gdzie uważano je za godziwe źródło dochodu. Nakładano je na wszystkie rodzaje dokumentów prawnych – od pół pensa za pamflet lub jednostronicową gazetę, do pięćdziesięciu funtów za duży kontrakt handlowy. Daty wejścia w życie (tych dokumentów – przyp. tłum.) były celowo opóźnione, aby umożliwić wydrukowanie znaczków skarbowych (ang. stamps) i zabezpieczenie sprzedających je agentów.

## Protesty przeciw ustawie i jej zniesienie
Koloniści absolutnie nie uważali tej ustawy za „godziwą” czy sprawiedliwą. Aby zostać dopuszczonym do sprawowania funkcji prawniczych lub zacząć działalność jako notariusz, w Ameryce trzeba było zapłacić podatek wynoszący 10 funtów, podczas gdy w Anglii wynosił on tylko 2 funty. Znaczący sprzeciw – szczególnie w redakcjach – wzbudziło opodatkowanie gazet.
Prócz czasopism ustawa obejmowała dokumenty, rachunki, papiery okrętowe, polisy ubezpieczeniowe, świadectwa ślubu, weksle, licencje na prowadzenie tawern, a nawet karty i kości do gry.
Uchwalona wcześniej (w kwietniu 1764 r.) ustawa o przychodach amerykańskich (American Revenue Act), zwana też ustawą o cukrze (Sugar Act), podniosła cła na różne towary importowane do kolonii (legalna wymiana handlowa kolonii na mocy ustaw nawigacyjnych odbywała się wyłącznie z metropolią bądź za jej pośrednictwem), zmniejszając co prawda jednocześnie cło na zagraniczną melasę (wprowadzone przez poprzednią ustawę z 1733 r.) z sześciu do trzech pensów za galon. Ówczesny premier George Grenville był zdecydowany zreformować mało wydajną i skorumpowaną służbę celną, zakazał zwyczaju umożliwiającego urzędnikom celnym przekazywanie swoich obowiązków zastępcom w koloniach, podczas gdy sami pozostawali w Anglii. Próbował również położyć kres przemytowi, stosując surowsze procedury w sprawie odpraw i składów celnych oraz organizując morskie patrole przybrzeżne. W celu zapobieżenia zbyt łagodnemu karaniu przemytu przez kolonialne sądy przysięgłych oddał sprawy skarbowe pod jurysdykcję sądów wiceadmiralskich (viceadmirality courts). Uchwalona równocześnie ustawa o walucie (Currency Act) z 1764 r. rozszerzała na wszystkie kolonie zakaz posługiwania się pieniędzmi papierowymi, wprowadzony w 1751 r. w Nowej Anglii. Wszystkie te posunięcia koloniści odbierali jako zamach na swoje prawa.
Stacjonującej armii koloniści również nie uważali za zaletę, bo choć byłaby ona w stanie obsadzić placówki, takie jak Fort Detroit czy Fort Pitt, to nie byłaby zdolna obronić osadników – co najwyżej handel futrem. Ustawa o Quebecu (ang. Quebec Act) z 1763 r. istotnie ograniczała osadnictwo zachodnie. Przez siedemdziesiąt lat wojny europejskie rozlały się po Ameryce Północnej. Leżące na wybrzeżach posiadłości i miasta były wielokrotnie atakowane przez Francuzów, Hiszpanów i Holendrów, a jedyną ich obroną była nie regularna armia, tylko milicja (ang. militia) kolonialna; milicji tej przydzielano nawet zadania udzielenia – za niewielkim wynagrodzeniem – wsparcia działań zbrojnych w Kanadzie i na zachodzie.
Tak samo niemile widziane były inne, podobne działania, uważane przez parlament za korzystne dla kolonii. Przykładowo, rząd brytyjski chciał bezpośrednio opłacać kolonialnych urzędników, szeryfów i sędziów. Amerykanie uważali to za pozbawianie ich wpływu na te dziedziny – wcześniej bowiem, gdy zgromadzenie kolonialne było niezadowolone z wyników pracy jakiegoś urzędnika, mogło zagłosować nad wstrzymaniem wypłacania mu wynagrodzenia. Znaczki skarbowe przeważnie ignorowano, często też były niedostępne. W niektórych przypadkach protesty i dyskusje stały się zarzewiem otwartego użycia siły.
Przykładowo, w Bostonie publicznie powieszono i spalono wizerunek agenta skarbowego Andrew Olivera, włamano się też do jego domu i biura oraz spalono znajdujące się tam znaczki skarbowe. Wiąz, na którym dokonano symbolicznej egzekucji Olivera, nazwano później „drzewem wolności” (ang. Liberty Tree). Tłum posunął się nawet do niszczenia sprzętów w domu gubernatora Thomasa Hutchinsona, zniszczenia prowadzonych przez niego rejestrów i zmuszenia go, aby wraz z rodziną szukał schronienia w Fort William. W całych koloniach powstały organizacje sprzeciwu, zwane później Synami Wolności. Oliver zrezygnował z funkcji agenta skarbowego i nie można było znaleźć na to stanowisko innych chętnych.
Podobne zdarzenia miały miejsce w innych koloniach, w szczególności w mieście Nowy Jork oraz leżącym w Karolinie Południowej mieście Charleston – zajmowano i niszczono znaczki skarbowe, nękano wydających je agentów. W celu jednoczenia sprzeciwu tworzono komitety korespondencyjne. We wszystkich koloniach rozpowszechnił się masowy bojkot towarów brytyjskich. Zgromadzenia poszczególnych kolonii zaczęły uchwalać rezolucje potępiające ustawę. W Massachusetts Samuel Adams przedłożył projekt rezolucji mówiącej, że tylko zgromadzenie kolonii ma prawo do nakładania podatków. W Izbie Obywateli (House of Burgesses) Wirginii Patrick Henry zgłosił kolejno siedem projektów rezolucji, w jednym z nich – odrzuconym wprawdzie przez lojalne wobec Anglii zgromadzenie, ale szeroko rozpropagowanym w prasie – zanegował prawo Parlamentu do zwierzchnictwa nad koloniami w Ameryce.
Po zgłoszeniu przez kolonię Massachusetts wezwania do zebrania się na zgromadzeniu generalnym dziewięć kolonii wysłało reprezentantów na mający się odbyć w Nowym Jorku w październiku Kongres w sprawie ustawy o pieczęciach (ang. Stamp Act Congress).

## Kongres w sprawie ustawy o pieczęciach
Kongres ten można uważać za rozpoczęcie rewolucji amerykańskiej.
Biorące w nim udział dziewięć kolonii (bez New Hampshire, Wirginii, Karoliny Północnej i Georgii), reprezentowane przez dwudziestu siedmiu delegatów, postanowiło wystosować petycję w sprawie praw i krzywd, celem przedłożenia jej parlamentowi. Autorem petycji był John Dickinson z Pensylwanii. Wielkie znaczenie miał język petycji – opierała się ona na założeniu, że koloniści winni są królowi i parlamentowi takie samo posłuszeństwo jak wszyscy Anglicy, i „zasługują na wszystkie posiadane przez poddanych przyrodzone prawa i wolności”. Kolonie orzekły, że „nigdy żadne podatki nie były, ani nie mogły być na nie nakładane przez kogokolwiek oprócz ich własnych legislatur” oraz że „dla ludności Wielkiej Brytanii, rzeczą nierozsądną i nielogiczną było przekazywanie własności kolonistów Jego Wysokości”. Petycja stwierdzała, że rozszerzenie kompetencji sądów i Admiralicji o egzekwowanie tej ustawy podkopywało „prawa i wolności” kolonistów – nawiązano więc do konstytucjonalizmu.
Zarówno petycja, jak i deklaracja zostały we właściwym trybie przesłane królowi, a skargi – do obu izb parlamentu. W obliczu niemożności egzekwowania ustawy o pieczęciach, parlament zniósł ją w marcu 1766 r. Jeszcze większy niż petycje wpływ miał nacisk ze strony producentów i kupców brytyjskich wobec ogłoszonego przez kolonie bojkotu towarów z metropolii. W znoszącej ustawę uchwale parlament stwierdził, iż „…zważywszy, że dalsze istnienie tejże ustawy spotykałoby się z wieloma niedogodnościami i mogłoby rodzić wysoce szkodzące interesom handlowym tych królestw niedogodności…”. Jednak derogacji tej towarzyszyło uchwalenie kolejnej ustawy – Aktu Deklaracyjnego (Declaratory Act), którym parlament w Londynie przyznawał sobie pełne kompetencje stanowienia prawa „obowiązującego kolonie i ich mieszkańców (…) w jakichkolwiek przypadkach”.

## Późniejsze skutki
Pewne aspekty oporu wobec ustawy o pieczęciach powtórzyły się przy okazji sprzeciwu wobec Townshend Acts z 1767 r., nakładających cło na przywożone do kolonii: szkło, farby, ołów, papier i herbatę. W następnej dekadzie, w czasie rewolucji amerykańskiej, znowu, w bardziej sformalizowanej wersji, zaistniały Komitety Korespondencyjne. Gdy w 1774 r. kolonie podpisały Porozumienie o powstrzymaniu się od importu (ang. Non Importation Agreement), bardziej sformalizowany stał się również bojkot towarów brytyjskich. Mimo że po zniesieniu ustawy o pieczęciach organizacja Synowie Wolności zaczęła zanikać, to nigdy nie znikła całkowicie, a powtórką przykładu zdolności kolonii do współdziałania było zwołanie Kongresu Kontynentalnego.
Kolonie nabrały również przekonania, że mogą anulować ustawy parlamentu przy użyciu metod pokojowych. Udało im się poruszyć, choć nie rozwiązać, kwestię brzmiącą: żadnych podatków bez naszej zgody (ang. no taxation without assent bądź no taxation without representation); niedługo potem gra w sprawach konstytucyjnych zaczęła się toczyć się o coraz wyższe stawki. Parlament brytyjski utrzymał swą skłonność i determinację, aby ściągać z Ameryki pieniądze do budżetu. Następnym jego krokiem były Townshend Acts.